# Пасалуроз
Пасалуроз — хронічна інвазійна хвороба кролів і зайців з групи нематодозів, яка спричинена нематодою Passalurus ambiguus з родини Oxyuridae. Трапляється всюди.

## Морфологія збудника
Гельмінт має веретеноподібну форму тіла, що витончується на кінцях. Самці завдовжки 3,80–5 мм, самки — до 12 мм. Характерна ознака — кільцеподібні утворення на хвостовому кінці самок. Яйця асиметричні, 0,095–0,115×0,043–0,056 мм, на одному з полюсів — невеликий виступ.

## Життєвий цикл збудника
Шлях зараження аліментарний, зараження відбувається протягом усього року. Найбільш сприйнятливі до інвазії кролі віком 3–7 місяців. Інвазійні яйця містять личинку з хвостовим кінцем, загнутим у вигляді складеного складаного ножа. Розвиток до статевої зрілості в товстих кишках триває 18–26 діб від початку зараження. Тривалість життя гельмінта – до 106 днів.

## Симптоми захворювання
При сильній інвазії у кроликів спостерігають блідість слизових оболонок, незначне підвищення температури тіла, виснаження, пронос, іноді свербіж в області зовнішніх статевих органів. Шкіра навколо ануса забруднена, набрякла, гіперемійована, має розчухи, шерсть склеєна. Крольчата відстають у рості та розвитку.

## Діагностика
Виявлення яєць у калі за методом Фюлеборна та в зіскрібку з періанальних складок; знаходження паразитів на поверхні фекалій. Посмертний діагноз: виявлення черв'яків у товстих кишках при розтині.

## Лікування
Ефективні солі піперазину (адипінат, фосфат, сульфат) та фенотіазин. Солі піперазину призначають дорослим кроликам одноразово по 1,0 г (на 1 кг маси тіла), молодняку дві доби поспіль по 0,75 г (на 1 кг маси тіла), фенотіазин — дві доби поспіль по 1,0–1,5 г (На 1 кг маси тіла). Препарати дають із кормом індивідуально або груповим методом після 18–24-годинної голодної дієти.

## Профілактика
Забезпечення тварин повноцінними кормами, щоденне очищення кліток від гною, знешкодження його високою температурою, дезінфекція кліток та інвентарю. Кроликів, що надходять у господарство, обстежують. З метою профілактичної дегельмінтизації кролятам після відлучення від матері дають щодня груповим способом протягом 43–50 днів піперазину адипінат у дозі 0,1–0,15 г/кг.